# Carduri preplătite

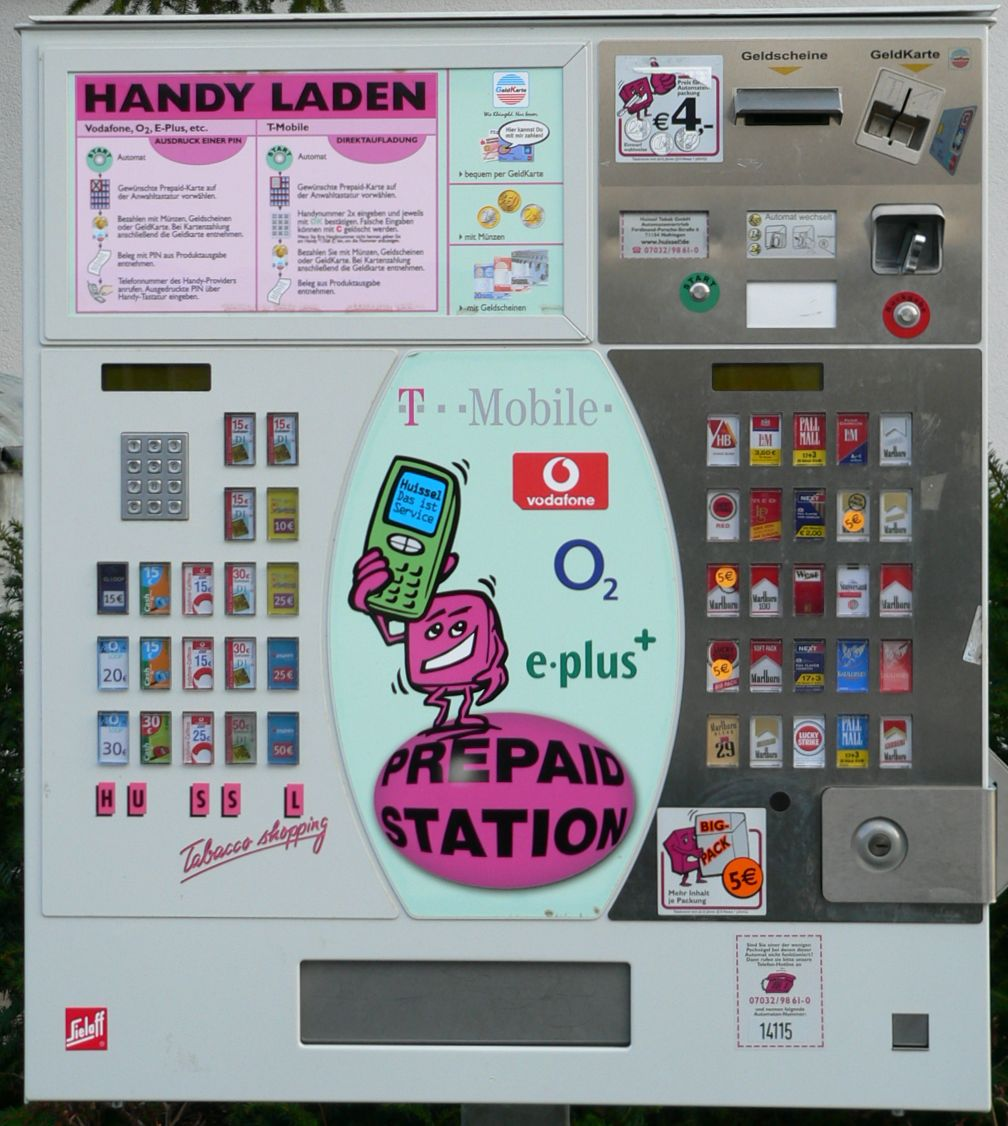
Distribuitor de cartele telefonice preplătite în Germania

Cartelele preplătite sunt instrumente de plată, care permit accesul la servicii, dintre care cele mai populare sunt:
- Servicii de telefonie (fixă sau mobilă), cartela preplătită eliminând necesitatea de a subscrie financiar în timp. Acestea sunt destinate pentru clienții care utilizează telefoanele lor mobile, și mai ales pentru primirea de apeluri;
- Plata de jocuri online, inclusiv poker online sau chiar joc online multijucător, pentru a permite jucătorilor să joace fără să plătească abonament lunar;
- Carduri cadou, care permit oferirea unei sume de bani într-o formă mult mai atractivă decât un singur bilet.
- Cardurile de plată (reîncărcabile sau nu), care permit dispunerea de un mijloc electronic de plată utilizabil în rețelele Visa sau Mastercard, fără a deschide un cont bancar.